# Glaresis ceballosi
Glaresis ceballosi är en skalbaggsart som beskrevs av Pardo Alcaide 1958. Glaresis ceballosi ingår i släktet Glaresis och familjen Glaresidae. Inga underarter finns listade i Catalogue of Life.